# Jazzophone

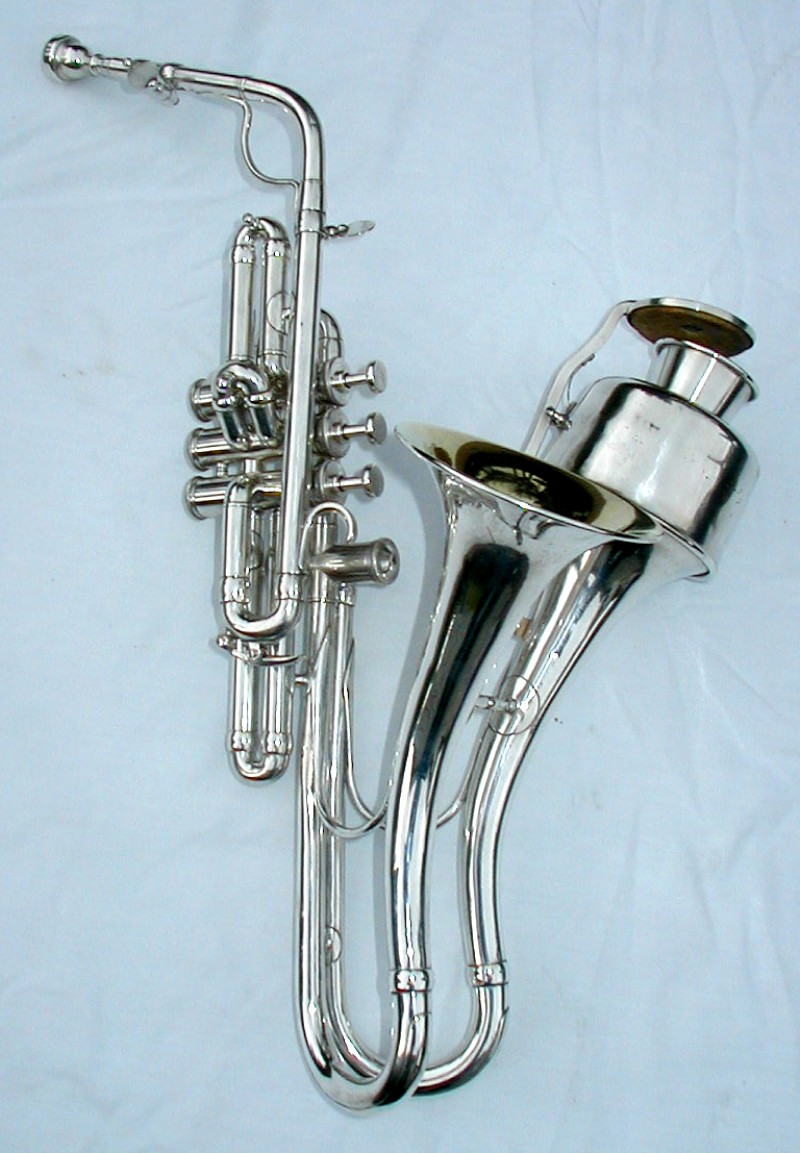
Un jazzophone.

Le jazzophone est un instrument de musique de la famille des cuivres dont l'embouchure et les pistons sont similaires à ceux d'une trompette mais dont le corps rappelle la forme du saxophone, bien qu'il n'ait rien à voir avec ce dernier. Il possède deux pavillons, l'un étant ouvert et l'autre à clapet. L'interprète ne peut utiliser que l'un des deux en même temps, mais il peut passer de l'un à l'autre afin d'avoir le son tantôt d'une trompette, tantôt d'une trompette bouchée.
Le jazzophone aurait été créé dans les années 1920, mais est toujours resté rare et peu utilisé. 